# Централна банка Руске Федерације
Централна банка Руске Федерације (рус. Центральный банк Российской Федерации), скраћено ЦБ РФ, или само Банка Русије (рус. Банк России) је засебна јавна институција и главна банка Руске Федерације. Представља главног емисионог и монетарно-кредитног регулатора у држави, који заједно са Владом Руске Федерације разрађује и реализује јединствену државну монетарно-кредитну политику, те посједује посебна пуномоћја при емисији новца и регулацији рада банака. Такође, Банка Русије регулише и контролише цијели кредитни систем, као и рад кредитних организација укључујући у то и издавање или одузимање лиценци за такву врсту рада.
Статус Централне банке Руске Федерације као институције је потврђен и Уставом Руске Федерације. Чланом 71. Устава Руске Федерације је од стране државе омогућено право емитовања новца, док чланом 75. конкретизује се емисија новца искључиво на ЦБ РФ и дефинише њена основна функција — заштита и обезбјеђење вриједности рубље, коју остварује независно од других органа власти у Федерацији. Циљеве рада, подробности у раду, функције и пуномоћја Централне банке Руске Федерације дефинише се Федералним законом "О Централној банци Руске Федерације (Банци Русије)" и другим федералним законима.
Банка Русије себе сматра правним насљедником Државне банке СССР и њене основне функције, поред поменутих у погледу заштите и обезбјеђивања вриједности руске рубље, чине и развијање и учвршћивање банкарског сектора, те обезбјеђење ефектног и неометаног функционисања платежног система. Банка Русије је званично централна банка Руске Федерације тек од 2002. године доношењем посебног закона који је дефинише као такву.
Као правно лице, Централна банка Руске Федерације је регистрована 2. децембра 1990. (под бројем ИНН 7702235133), те је носилац засебног основног државног регистрационог броја (ОГРН) № 1037700013020 од 10. јануара 2003. године.

## Циљеви
Основни циљеви рада Централне банке Руске Федерације сагласно Федералном закону "О Централној банци Руске Федерације (Банци Русије)" су:
- заштита и обезбјеђење стабилности рубље (односи се на његову куповну моћ; однос курса ка иностраним валутама не подразумијева се као задатак ЦБ);
- развој и учвршћивање банкарског система;
- обезбјеђење стабилности и развоја националног платежног система;
- развој финансијског тржишта Русије;
- обезбјеђење стабилности финансијског тржишта Русије.

Посебно речено је да под циљем рада ЦБ РФ се не подразумијева остваривање добити.
Банка Русије такође учествује у раду са пензијским акумулацијама грађана. Пензије у Русији остају изузетно ниске. На 2024. годину минимална величина социјалне пензије је утврђена у износу од 13 269 рубаља (147 америчких долара). Пошто нема довољно новца у буџету, грађани се подстичу да сами штеде за пензију. За то од 2024.године Банка Русије и све њене територијалне поделбе активно промовишу програм дугорочних акумулација који је развила Банка Русије.
Главна карактеристика програма дугорочне штедње је суфинансирање од стране државе. То јест, грађани који се придруже програму ће у одређеном времену добити од државе повећање своје штедње. На овај начин људи могу у будућности формирати додатни капитал за своје приоритетне циљеве, попут куповине куће или образовања деце, стварања финансијског "ваздушног јастука" или коришћења тог новца као додатка пензији, открила је у интервјуу Bankiros.ru представитель Централне банке РФ Лариса Павлова.

## Зависне организације
Централна банка Руске Федерације има директну управу над значајним богатством у капиталу организација Русије:
- Банка "Открытие"[н. 2] (99,9% акција);
- Национална трговинска банка "Траст" (97,7% акција);[11]
- Московска берза (11,8% акција);
- Санктпетербуршка валутна берза (8,903% акција);[12][13]
- Руска национална реосугиравајућа банка (100% акција);[14]
- Управна компанија Фонда консолидације банкарског сектора (100% власништво);
- Росинкас;
- Азијско-тихоокеанска банка (АТБ) (о.а.д.) (99,9% акција).

## Резерве
Међународне резерве Руске Федерације представљају високоликвидне иностране активе који се налазе под контролом Банке Русије и Владе Руске Федерације на одређен датум. Дио Фонда националног богатства је номинован у иностраним валутама и размјештен од стране Владе Руске Федерације на рачуне Централне банке Руске Федерације. Тај дио се даље инвестира у иностране активе и чини саставни дио међународних резерви Руске Федерације. Финансијска требовања Банке Русије и Владе РФ ка резидентима израженим у иностраним валутама се не сматрају међународним резервама Русије.
На дан 1. фебруар 2022. године, Банка Русије располаже сљедећим износима у резервама:
- међународне резерве - 630,627 милијарди долара, а од тога даље:
- валутне резерве су вриједне 497,557 милијарди долара, а вриједност монетарног злата износи 133,070 милијарди долара. Од укупних валутних резерви:
- вриједност резерви иностраних валута износи 468,075 милијарди долара,
- рачунска вриједност у јединици ММФ-а износи 24,218 милијарди долара, а
- резервна позиција у ММФ-у износи 5,264 милијарде долара.

На почетку јуна 2020. године, фонд злата Русије је износио 2299 тона.